# St. Josef (Obertshausen-Hausen)

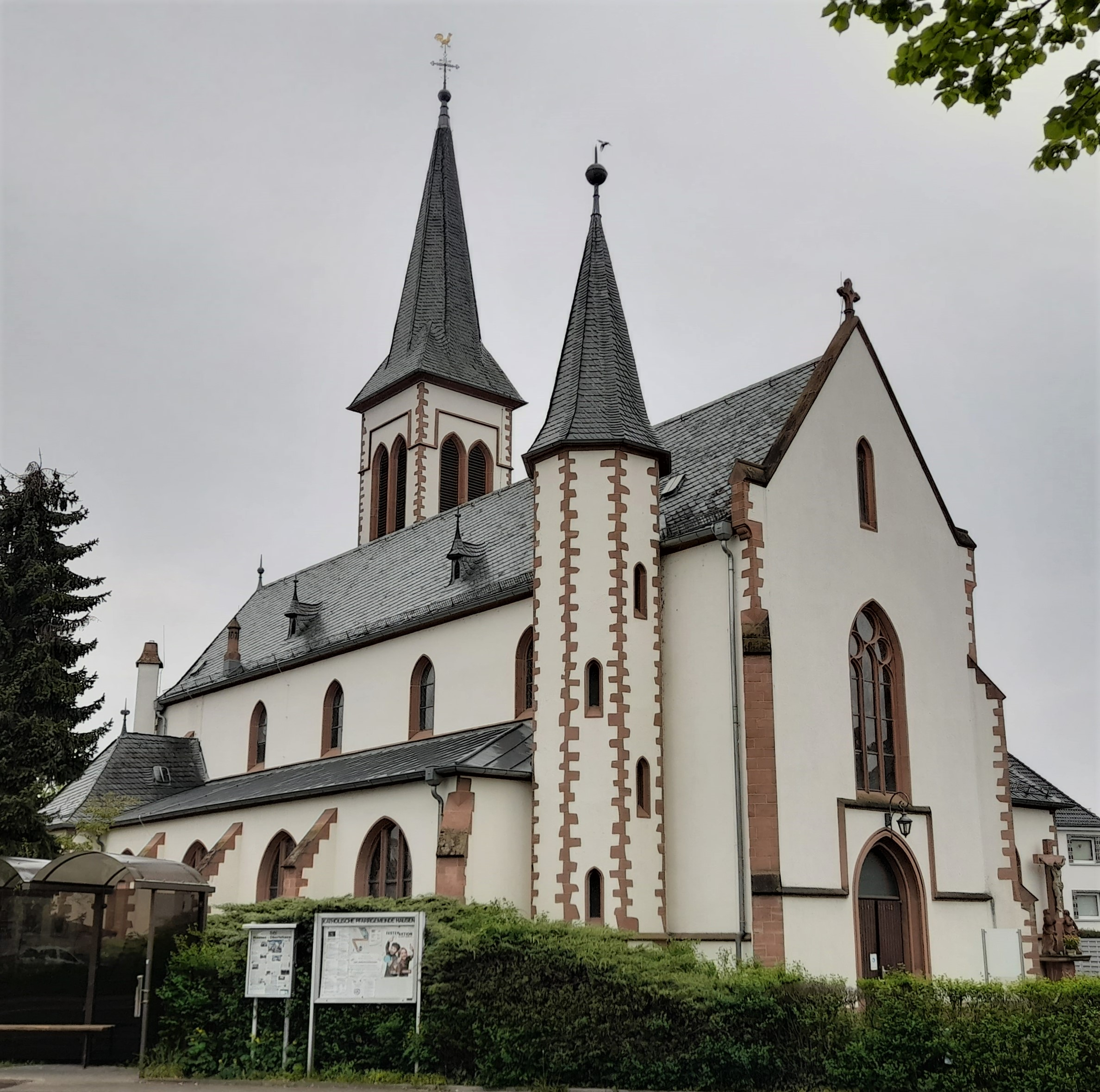
Die katholische Pfarrkirche St. Josef Hausen, erbaut 1897–1899

Die römisch-katholische Pfarrkirche St. Josef ist ein unter Denkmalschutz stehendes Kirchengebäude im Obertshausener Stadtteil Hausen in Südhessen. Die Pfarrgemeinde gehört zum Pastoralraum Mühlheim-Obertshausen der Region Mainlinie im Bistum Mainz. Die neugotische Basilika steht unter dem Patrozinium des heiligen Josef von Nazareth und gilt als Wahrzeichen Hausens.

## Geschichte

### Filialgemeinde ohne eigene Kirche
Im 7. und 8. Jahrhundert gelangte das Christentum in die Gegend um Hausen, welches vermutlich seit seiner Gründung eine christliche Gemeinde war. Der Ort unterstand Anfang des 9. Jahrhunderts der Mutterkirche in Mühlheim und wurde 1339 an Lämmerspiel als Filialgemeinde übertragen. Mit der Zuordnung Lämmerspiels zur Pfarrei (Groß-)Steinheim wurde auch Hausen Steinheim unterstellt, die seelsorgerische Betreuung erfolgte jedoch nach wie vor von Lämmerspiel aus. 1576 wurde die Pfarrei Lämmerspiel, zusammen mit ihrer Filiale Hausen, wieder von Steinheim getrennt. Reformation und Gegenreformation führten nicht zu konfessionellen Veränderungen in Hausen, da der Ort politisch Kurmainz unterstand.

### Hausener Kapelle
1728 richtete der Hausener Ortsvorstand an Gräfin Maria Theresia von Schönborn von Heusenstamm die Bitte, sich beim Erzbischof von Mainz für den Bau einer Kirche in Hausen einzusetzen. Das Bittgesuch war erfolgreich, sodass bereits am 24. Mai 1728 vom Lämmerspieler Pfarrer Johann Kaspar Gräffler der Grundstein für die erste Kirche in Hausen gelegt werden konnte. Die 11,80 Meter lange, fünf Meter breite und 5,20 Meter hohe „Kapelle“ war nur geringfügig kleiner als die Lämmerspieler Mutterkirche und befand sich in Fortsetzung der heutigen Kapellenstraße am Eingang zur Herrnstraße. Gräfin Maria Theresia von Schönborn stiftete für das neue Gotteshaus den alten Altar aus der Heusenstammer Kirche, Adolph Bicard (Bicart?) ein Altargemälde des heiligen Josef, dem Schutzpatron der Kirche. Die erste Glocke für die Kapelle wurde 1732 angeschafft, eine zweite Glocke folgte erst wesentlich später (1843).
Etwa 20 Jahre lang diente der Sakralbau ausschließlich als Bethaus zur Feier von Andachten. Erst am 23. Oktober 1747 wurde die Erlaubnis zur Feier der heiligen Messe in der Hausener Kirche erteilt, sodass die erste Messe in Hausen am 6. April 1748 durch den Lämmerspieler Pfarrer Philip Kempter gelesen werden konnte. Acht Jahre später, am 23. September 1756, weihte der Mainzer Weihbischof Christoph Nebel die Kapelle zu Ehren der heiligen Maria und des heiligen Josefs.
Trotz der Erlaubnis zur Feier der heiligen Messe fanden Gottesdienste in der Hausener Kapelle lange Zeit nicht regelmäßig statt, sodass die Gläubigen aus Hausen weiterhin zur Messfeier nach Lämmerspiel gingen. Erst ab 1800 wurde an Feiertagen regelmäßig ein Frühgottesdienst angeboten, ab 1842 konnte dann durch die Trennung von Lämmerspiel regelmäßig ein eigenes Hochamt an Sonn- und Feiertagen gefeiert werden. Die anfänglich seltene Nutzung des Sakralbaus zur Feier von Gottesdiensten könnte ausschlaggebend gewesen sein, weshalb die Kapelle zunehmend verwahrloste und eigentlich schon 30 Jahre nach ihrer Erbauung so unansehnlich geworden war, dass der Mainzer Bischof Ketteler sie mit einem Stall verglich.
Mit der Errichtung der heutigen neugotischen Basilika gab es keinen Verwendungszweck mehr für die alte Kapelle, sodass diese 1899 abgerissen wurde.

### Neugotische Pfarrkirche

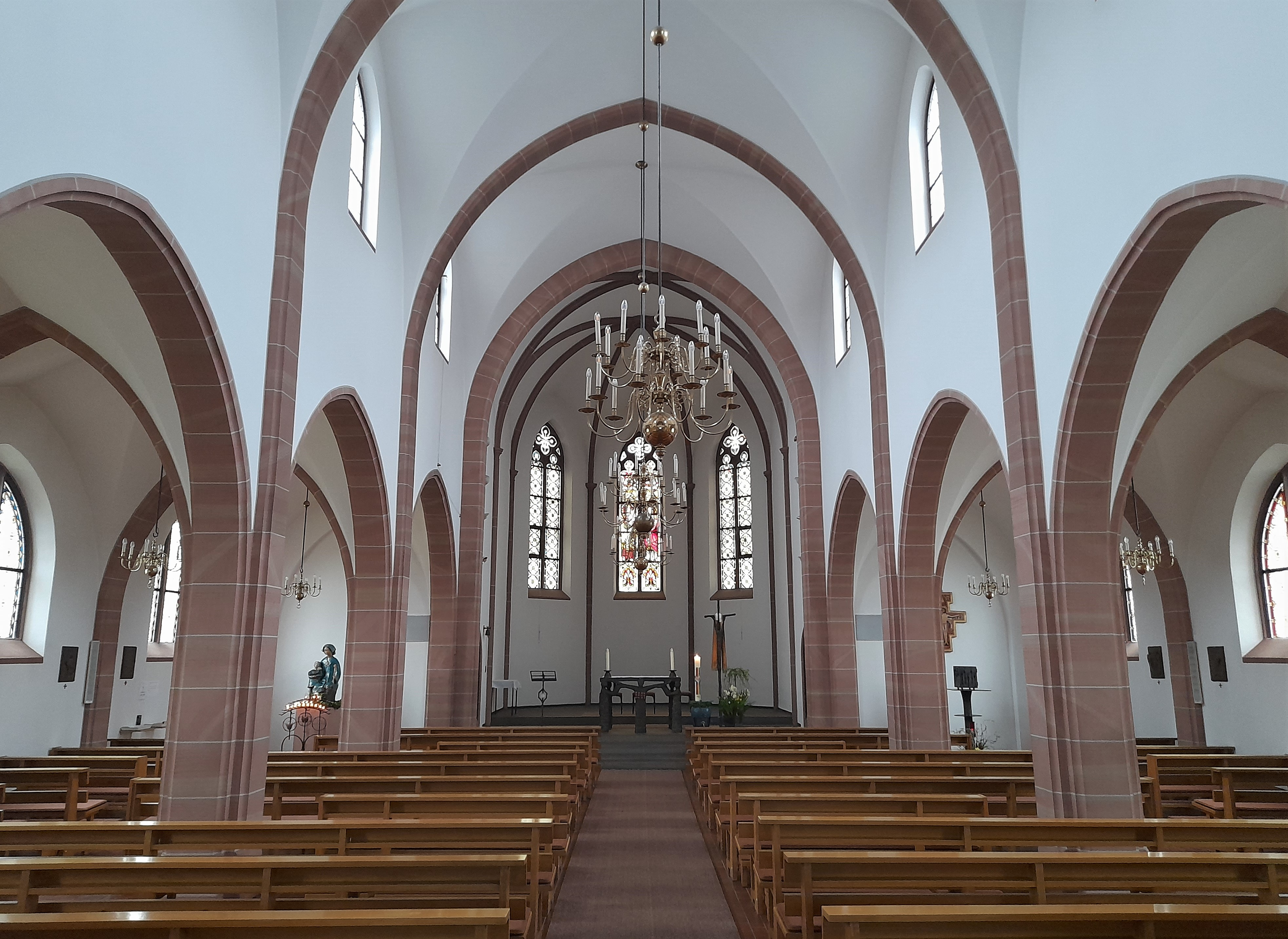
Innenraumansicht der Kirche mit Blick auf den Altar

Ab 1880 wurden regelmäßig Sammlungen für den Bau einer neuen Kirche in Hausen durchgeführt. Besonders der Lämmerspieler Pfarrer Johann Philipp Graf setzte sich stark für die Umsetzung des Neubauprojektes ein. Da die Bevölkerung Hausens jedoch nicht sonderlich wohlhabend war, durfte die neue Kirche nicht allzu viel kosten. Deshalb erhielt Bauinspektor Georg Gottlieb Schneller vom Großherzoglichen Kreisamt in Offenbach den Auftrag, die Pläne für das neue Gotteshaus zu entwerfen; auch die Bauleitung wurde ihm anvertraut. Da für die Konzeption der Kirche die Baupläne von St. Sebastian (Dietesheim) und St. Rochus (Hainhausen) wiederverwendet werden konnten, fielen die Baukosten mit 45.000 RM vergleichsweise gering aus. Dafür musste sich die Gemeinde anstelle eines Unikats mit einem „Serienprodukt“ zufriedengeben.
Nachdem am 6. März 1896 der Beschluss zum Bau einer neuen Kirche gefasst worden war, konnte am 2. April 1897 der erste Spatenstich vorgenommen werden. Am 7. Juni 1897 legte der Mainzer Domkapellmeister Georg Viktor Weber den Grundstein für das neugotische Gotteshaus, in dem am 2. April 1899 (Ostersonntag) die erste heilige Messe gefeiert werden konnte. Der Mainzer Bischof Heinrich Brück weihte die Kirche zwei Jahre später, am 7. Mai 1901, und unterstellte sie dem Patrozinium des heiligen Josef.
Am 1. Mai 1924 löste sich Hausen endgültig von Lämmerspiel und wurde zur selbstständigen Pfarrkuratie ernannt. Hausen war bis dahin die größte Filialgemeinde im gesamten Bistum Mainz gewesen, obwohl seine Bevölkerung zahlenmäßig die Einwohnerzahl der Muttergemeinde schon lange überstiegen hatte.
Der Innenraum von St. Josef wurde im Laufe der Jahre mehrfach verändert, das äußere Erscheinungsbild ist jedoch bis heute fast unverändert erhalten geblieben. 1941 wurden Veränderungen im Chorraum und am Hochaltaraufbau vorgenommen. Aufgrund der Beschlüsse des Zweiten Vatikanischen Konzils folgten 1973 erneut weitreichende Veränderungen im Chorraum: Der Flügelaltar, die Kanzel sowie die Kommunionbank der Kirche wurden entfernt und durch einen einfachen Ambo, ein Kreuz sowie einen Altartisch aus Bronze ersetzt. Die letzte größere Innenrenovierung wurde in den 1980er-Jahren durchgeführt, in deren Zuge die Wände in hellen Farben gestrichen, der Sandstein an Pfeilern und Gewölbe hervorgehoben sowie goldfarbene Leuchter im Mittelgang aufgehängt wurden.

## Baubeschreibung
Die Pfarrkirche St. Josef steht im Ortsmittelpunkt Hausens an der Pfarrer-Schwahn-Straße. Sie wurde nach Plänen von Georg Gottlieb Schneller als neugotische Basilika errichtet und kann als „Serienprodukt“ angesehen werden, da sie starke Ähnlichkeiten zu den ebenfalls von Schneller konzipierten, fast baugleichen Kirchen St. Sebastian in Dietesheim und St. Rochus in Hainhausen aufweist.
Das Kirchengebäude gliedert sich in ein dreischiffiges verputztes Langhaus, einen seitlich angestellten Glockenturm mit Spitzhelm sowie einen schlanken achteckigen Treppenturm, der ebenfalls seitlich angestellt ist und einen Spitzhelm aufweist. Die Kanten von Langhaus, Glockenturm und Treppenturm werden durch Sandsteinquaderung hervorgehoben. Alle Schiffe des Langhauses sind zusammen 14 m breit, davon entfallen 6,50 m auf das Mittelschiff. Dieses erreicht eine Höhe von 10 m, die durch Pfeiler abgetrennten Seitenschiffe eine Höhe von 5 m. Der Glockenturm ist 39 m hoch.

## Ausstattung
Das Hauptportal der Kirche im Nordosten führt über einen kleinen Vorraum unter der Orgelempore ins Innere des Kirchenraums. Ein auf den Chorraum im Südwesten zustrebender Mittelgang und zwei Seitengänge trennen vier Bankblöcke voneinander.
Im Zentrum des Chorraums befindet sich ein Volksaltar, der 1973 von der Mooshausener Künstlerin und Ordensfrau Elisabeth Stapp gestaltet wurde. Er wird gesäumt von einem Ambo zu seiner Linken und einem Kreuz zu seiner Rechten, die ebenfalls von Stapp angefertigt wurden.
Im linken Seitenschiff neben dem Chorraum steht eine Marienfigur, die unter dem Titel „Maria mit dem kleinen guten Hirten“ gefertigt wurde. An der vorderen Wand des rechten Seitenschiffs ist der Tabernakel verortet. Beide wurden von Elisabeth Stapp entworfen.
Die 14 Tafeln des Kreuzwegs von St. Josef, gestaltet in Form von Halbreliefs aus Bronze, schuf der Langenleitener Künstler Klaus Metz. Sie wurden am 10. März 1996 eingeweiht.
Die heutige Orgel der Kirche wurde von der Gelnhäuser Orgelbaufirma W. Ratzmann des Inhabers Bernhard Schmidt gebaut. Das Instrument befindet sich auf der Empore im Nordosten der Kirche, verfügt über acht Register und wurde im Rahmen einer Vesper am 8. Dezember 1974 geweiht. Es ersetzte die zur Kirchweihe 1901 angeschaffte Orgel, die zuvor in der alten Kirche von Bieber gestanden hatte und während des Zweiten Weltkriegs zur Metallgewinnung beschlagnahmt worden war.
Das heutige Geläut wurde im September 1949 im Turm von St. Josef aufgehängt. Die ersten drei Glocken der Kirche waren vom Mainzer Domkapellmeister Weber 1897 anlässlich des Kirchenneubaus gestiftet worden, wurden jedoch während des Ersten Weltkriegs zum Zweck der Metallgewinnung eingeschmolzen. 1927 war ein neues Geläut angeschafft worden, das im Zweiten Weltkrieg jedoch wiederum konfisziert wurde.

## Bildergalerie

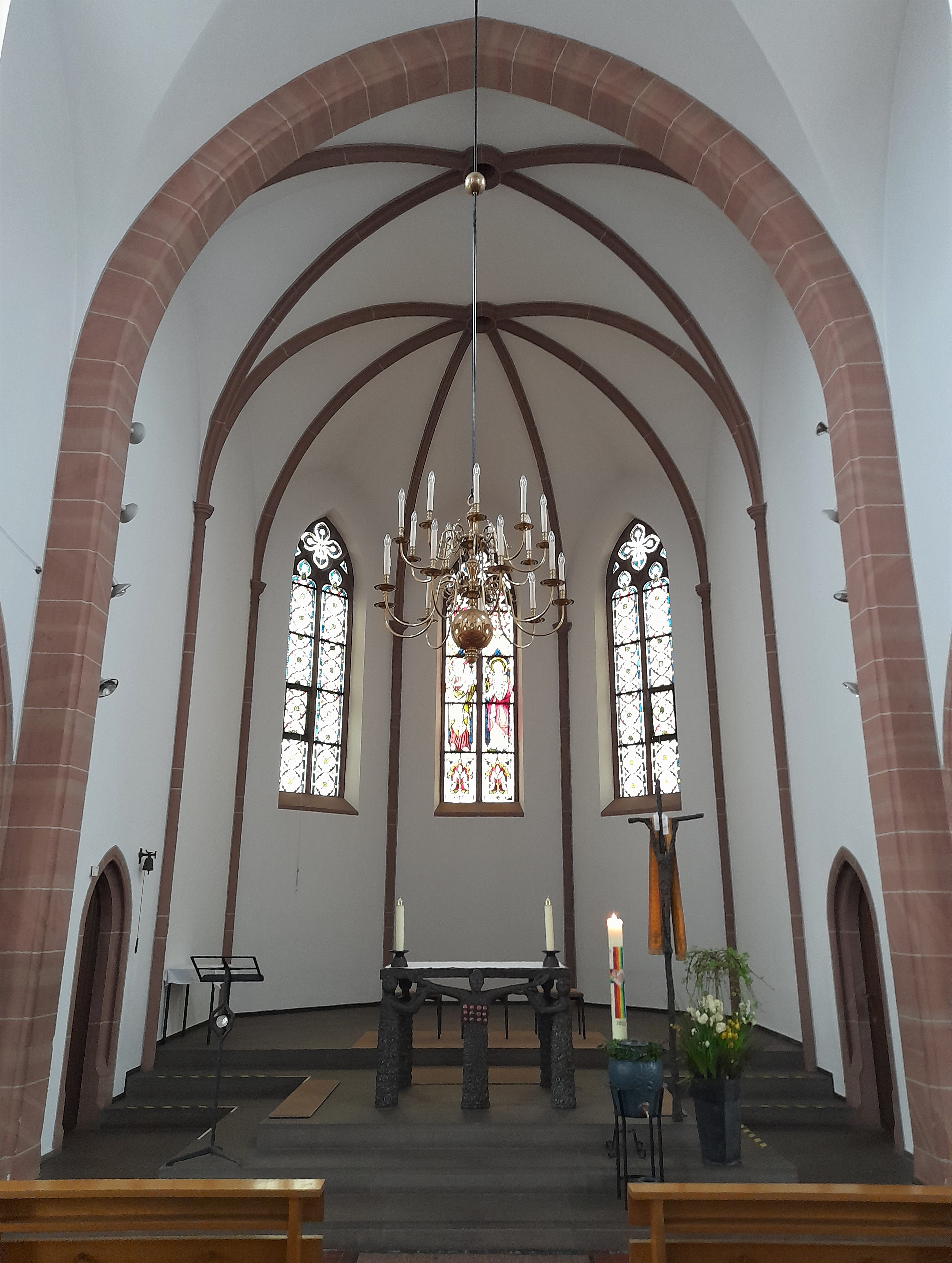
Altarraum
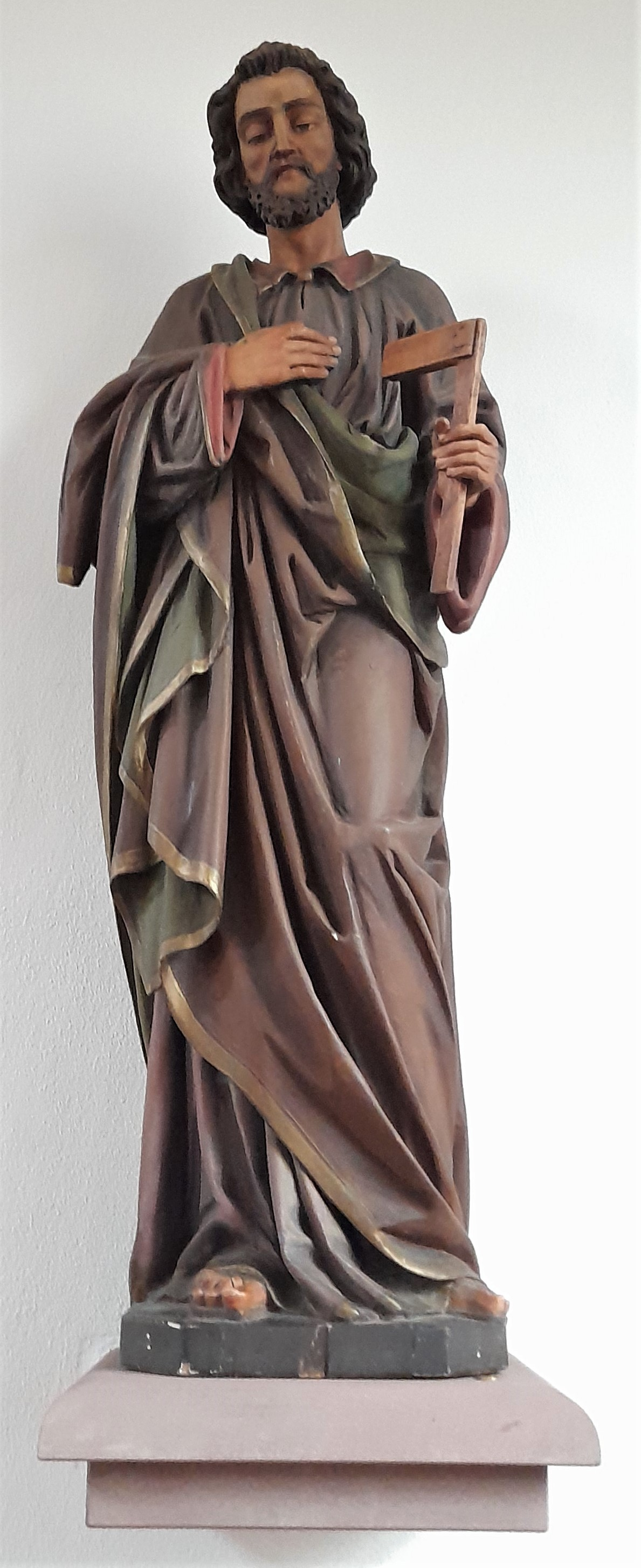
Josefsstatue
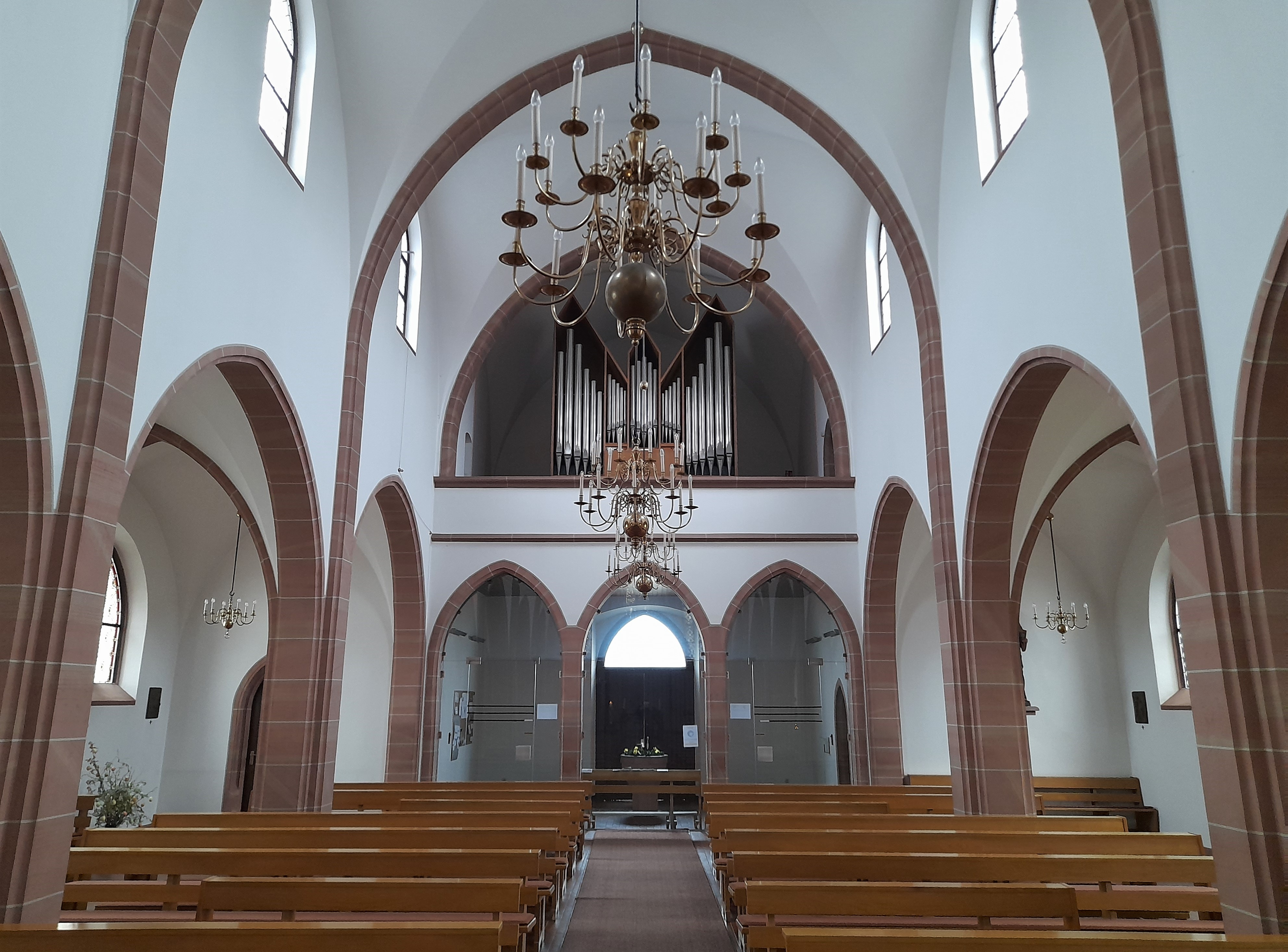
Orgelempore